# People’s Progressive Party (Gambia)
Die People’s Progressive Party (PPP) (deutsch Fortschrittliche Volkspartei) ist eine gemäßigte Mitte-links-Partei in Gambia. Der Wahlspruch der Partei lautet lateinisch Vox populi vox Dei = „Des Volkes Stimme (ist) Gottes Stimme“.

## Geschichte
Die PPP war jahrzehntelang die dominierende Regierungspartei Gambias. Seit der Unabhängigkeit 1965 stellte sie mit Dawda Jawara den Präsidenten. 1994 wurde er bei einem Militärputsch durch junge Armeeoffiziere gestürzt. Der Partei wurde die weitere Teilnahme bei den Wahlen 1996 und 1997 untersagt.
Jawara durfte im Jahr 2002 aus dem Exil in London zurückkehren, mit der Auflage, sich nicht mehr politisch zu betätigen. Im Jahr 2005 vereinigte die PPP sich unter dem Anführer Omar A. Jallow zu dem oppositionellen Bündnis National Alliance for Democracy and Development.
Von Anfang 2019 bis zu seiner Ernennung als Botschafter in Nigeria leitete Papa Njie die Partei. Zum Übergangsvorsitzenden bis zu einer Neuwahl wurde Kebba Jallow bestimmt.

## Wahlergebnisse
| \| Wahlergebnisse \| Wahlergebnisse \| Wahlergebnisse \| Wahlergebnisse \| Wahlergebnisse \| \| Wahl \| Jahr \| Stimmenanzahl \| Stimmenanteil \| Sitze oder Präsidentschaftskandidat \| \| --------------- \| -------------- \| ------------------- \| ------------------- \| ----------------------------------- \| \| Parlament \| 1960 \| 25.490 \| 36,9 % \| 9 von 19 \| \| Parlament \| 1962 \| 56.343 \| 57,7 % \| 18 von 32 \| \| Parlament \| 1966 \| 81.313 \| 65,3 % \| 24 von 32 \| \| Parlament \| 1972 \| 65.388 \| 63,0 % \| 28 von 32 \| \| Parlament \| 1977 \| 125.233 \| 69,7 % \| 28 von 35 \| \| Präsidentschaft \| 1982 \| 137.020 \| 72,5 % \| Dawda Jawara \| \| Parlament \| 1982 \| 102.545 \| 61,7 % \| 27 von 35 \| \| Präsidentschaft \| 1987 \| 123.385 \| 59,2 % \| Dawda Jawara \| \| Parlament \| 1987 \| 119.248 \| 56,4 % \| 31 von 36 \| \| Präsidentschaft \| 1992 \| \| 58,4 % \| Dawda Jawara \| \| Parlament \| 1992 \| 109.059 \| 54,2 % \| 25 von 36 \| \| Präsidentschaft \| 1996 \| Teilnahme untersagt \| Teilnahme untersagt \| Teilnahme untersagt \| \| Parlament \| 1997 \| Teilnahme untersagt \| Teilnahme untersagt \| Teilnahme untersagt \| | Stimmanteile (in %) 70% 60% 50% 40% 30% 20% 10% 0% 6062667277828792 |                     |                     |                                     |
| Wahlergebnisse |                                                                     |                     |                     |                                     |
| Wahl | Jahr                                                                | Stimmenanzahl       | Stimmenanteil       | Sitze oder Präsidentschaftskandidat |
| Parlament | 1960                                                                | 25.490              | 36,9 %              | 9 von 19                            |
| Parlament | 1962                                                                | 56.343              | 57,7 %              | 18 von 32                           |
| Parlament | 1966                                                                | 81.313              | 65,3 %              | 24 von 32                           |
| Parlament | 1972                                                                | 65.388              | 63,0 %              | 28 von 32                           |
| Parlament | 1977                                                                | 125.233             | 69,7 %              | 28 von 35                           |
| Präsidentschaft | 1982                                                                | 137.020             | 72,5 %              | Dawda Jawara                        |
| Parlament | 1982                                                                | 102.545             | 61,7 %              | 27 von 35                           |
| Präsidentschaft | 1987                                                                | 123.385             | 59,2 %              | Dawda Jawara                        |
| Parlament | 1987                                                                | 119.248             | 56,4 %              | 31 von 36                           |
| Präsidentschaft | 1992                                                                |                     | 58,4 %              | Dawda Jawara                        |
| Parlament | 1992                                                                | 109.059             | 54,2 %              | 25 von 36                           |
| Präsidentschaft | 1996                                                                | Teilnahme untersagt | Teilnahme untersagt | Teilnahme untersagt                 |
| Parlament | 1997                                                                | Teilnahme untersagt | Teilnahme untersagt | Teilnahme untersagt                 |